# SCImago Journal Rank

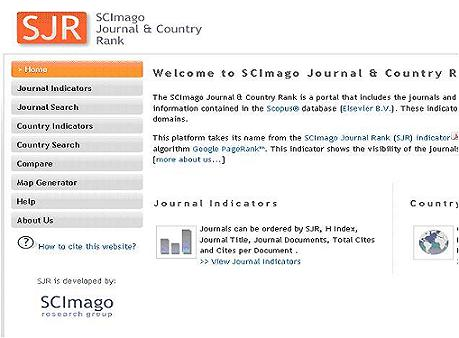

SCImago Journal Rank (SJR indicator, qui peut se traduire par indicateur SJR) est une mesure de l'influence scientifique de revues académiques qui tient compte à la fois du nombre de citations obtenues par la revue et de l'importance des journaux d'où proviennent ces citations.

## Historique
L'indicateur SJR est le fruit d'un travail du groupe de recherche SCImago du Conseil supérieur de la recherche scientifique espagnol (CSIC) regroupant plusieurs universités   : Université de Grenade, Université d'Estrémadure , Université Charles-III de Madrid et Alcalá de Henares, destiné à l'analyse et la représentation, la recherche d'information par des méthodes et des techniques visuelles. Il a été développé en 2007, plus particulièrement par Félix de Moya-Anegon du CSIC et Vicente Guerrero-Bote de l’Université de l’Estrémadure.

## Principe
L'indicateur SJR, inspiré de l'algorithme PageRank, a été développé pour être utilisé pour une gamme très large de revues, en particulier les revues non anglophones. Il est pondéré par la réputation de la revue, calculée à partir d’un autre indicateur, l’eigenfactor normalisé. Il constitue une alternative au facteur d'impact,.
Le calcul utilise une matrice C, où Ci,j est le nombre total de citations des articles du journal j à des articles du journal i, ainsi qu'un vecteur A, où Ai est le nombre total d'articles du journal i. On calcule itérativement un vecteur SJR, où SJRi représente la notoriété du journal i, en 3 étapes :
1. On commence par affecter une valeur arbitraire aux éléments SJRi, qui n'a pas d'importance puisqu'elle n'affecte pas le résultat des itérations de l'étape suivante.
2. On calcule les nouvelles valeurs des SJRi à partir des anciennes en appliquant une formule mathématique qui transmet à chaque journal i une part de la notoriété du journal j. Ce processus est itéré jusqu'à ce que les valeurs de SJR de deux itérations successives soient très proches[6].
3. On normalise le résultat le résultat en divisant SJRi par Ai, afin de ne pas favoriser une revue ayant publié un grand nombre d'articles.

## Comparaison entre les scores SJR et les indices h des grands journaux scientifiques
Le site SCIMAGOJR compare les indices SJR et les indices h de plus de 27 000 journaux. 
En septembre 2022, les indices h les plus élevés sont obtenus par Nature et par Science avec respectivement h=1276 et h=1229. Mais les indices SJR les plus élevés sont obtenus par de beaucoup plus petits journaux, Cancer Journal for Clinicians et Nature Reviews Molecular Cell Biology (en) avec respectivement SJR=56,2 et SJR=33,2 mais seulement respectivement  h=182 et h=452.